# Station Lisvane and Thornhill
Lisvane and Thornhill is een spoorwegstation van National Rail in Cardiff in Wales. Het station is eigendom van Network Rail en wordt beheerd door Transport for Wales. 